# 강신호 (1961년)
강신호(1961년 8월 3일 ~)는 대한민국의 기업인이다. 현재 CJ제일제당을 역임하고 있다.

## 출신 학교
- 포항고등학교 졸업
- 고려대학교 경영학 졸업
- 카이스트 대학원 경영학 석사

## 경력
- 1988 : 삼성그룹
- 2002 : CJ제일제당 경영관리팀 팀장
- 2005 : CJ 운영1팀 팀장
- 2009 : CJ그룹 인사팀 팀장
- 2010 : CJ제일제당 경영지원실 실장
- 2011 : CJ제일제당 제약전략기획실 실장
- 2012 : CJ대한통운 PI추진실 실장
- 2013.01 : CJ그룹 사업1팀 팀장
- 2013.07 : CJ프레시웨이 경영지원총괄
- 2014.03 ~ 2016.09 : CJ프레시웨이 대표이사
- 2016.09 : CJ제일제당 식품사업부문장
- 2018 : CJ제일제당 총괄부사장
- 2018 : CJ제일제당 식품사업부문 대표
- 2020.01 ~ 2020.12 : CJ제일제당 대표이사 겸 식품사업부문 대표
- 2020.12 ~ 2024.02 : CJ대한통운 총괄부사장 겸 SCM부문장
- CJ대한통운 이사회 의장
- CJ대한통운 보상위원회 위원장
- 2020.12 : 대한상공회의소 물류위원회 위원장
- 서울상공회의소 상임의원
- CJ대한통운 ESG위원회 위원
- 2022.04 ~ 2025.02: 대한자동차경주협회 회장
- 2024.02 ~ : CJ제일제당 대표이사 부회장

| 전임 - | CJ제일제당 대표이사 총괄부사장 겸 식품사업부문 대표 2018년~2019년 12월 | 후임 - |

| 전임 신현재 | CJ제일제당 대표이사 겸 식품사업부문 대표 2020년 1월~2020년 12월 | 후임 최은석 |

| 전임 김춘학 | CJ대한통운 대표이사 총괄부사장 2020년 12월~2024년 2월 | 후임 - |

| 전임 손관수 | 대한자동차경주협회장 2022년 4월~2025년 2월 | 후임 신영수 |

| 전임 김철하 | CJ제일제당 대표이사 부회장 2024년 3월~ |  |